# Alfabet słoweński

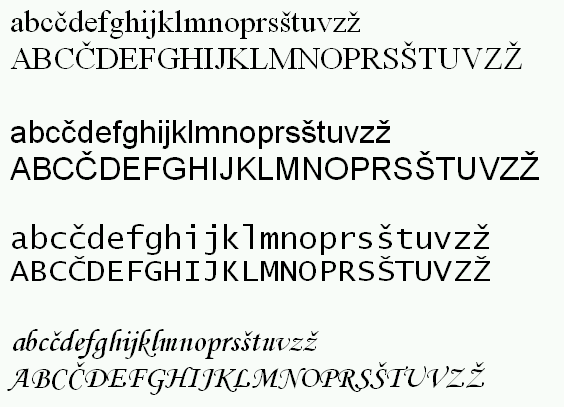
Alfabet słoweński

Alfabet słoweński – zmodyfikowany alfabet łaciński służący do zapisywania języka słoweńskiego. Składa się on z następujących znaków:
A, B, C, Č, D, E, F, G, H, I, J, K, L, M, N, O, P, R, S, Š, T, U, V, Z, Ž.
Litery Q, W, X i Y występują tylko w wyrazach obcego pochodzenia.